# Houston (Misuri)
Houston es una ciudad ubicada en el condado de Texas en el estado estadounidense de Misuri. En el Censo de 2010 tenía una población de 2081 habitantes y una densidad poblacional de 220,37 personas por km².

## Geografía
Houston se encuentra ubicada en las coordenadas 37°19′16″N 91°57′40″O / 37.32111, -91.96111. Según la Oficina del Censo de los Estados Unidos, Houston tiene una superficie total de 9.44 km², de la cual 9.44 km² corresponden a tierra firme y (0.08%) 0.01 km² es agua.

## Demografía
Según el censo de 2010, había 2081 personas residiendo en Houston. La densidad de población era de 220,37 hab./km². De los 2081 habitantes, Houston estaba compuesto por el 96.35% blancos, el 0.19% eran afroamericanos, el 0.62% eran amerindios, el 0.43% eran asiáticos, el 0% eran isleños del Pacífico, el 0.48% eran de otras razas y el 1.92% pertenecían a dos o más razas. Del total de la población el 1.2% eran hispanos o latinos de cualquier raza.